# Thạch Phong
Thạch Phong (chữ Hán giản thể: 石峰区) là một quận thuộc địa cấp thị Chu Châu, tỉnh Hồ Nam, Cộng hòa Nhân dân Trung Hoa. Quận này có diện tích 166,48 ki-lô-mét vuông, dân số 250.000 người. Về mặt hành chính, quận này được chia thành 3 nhai đạo, 3 trấn.
- Nhai đạo: Điền Tâm, Hưởng Thạch Lĩnh, Thanh Thủy Đường.
- Trấn: Vân Điền, Bạch Mã, Long Đầu Phố.